# Orkiestra Adama Sztaby
Orkiestra Adama Sztaby – założona w 2005 r. przez kompozytora, aranżera i dyrygenta, Adama Sztabę. Orkiestra Adama Sztaby występowała z wieloma artystami polskimi i światowymi, m.in. Michaelem Boltonem, Lemarem, Lutricią McNeal, Ditą von Teese, Heleną Vondráčkovą, Demisem Roussosem, Karelem Gottem, Drupim, Kayah, Edytą Górniak, Natalią Kukulską, Anią Dąbrowską, Marylą Rodowicz, Piotrem Cugowskim, Krzysztofem Krawczykiem.

## Programy TV z udziałem Orkiestry Adama Sztaby
- 2005-2006 – Taniec z gwiazdami (edycje I-IV)
- 2005-2006 – Sopot Festival
- 2007 – Viva! Najpiękniejsi
- 2007 – Miss Polonia
- 2007 – Jubileusz 15-lecia Polsatu
- 2008 – Sopot TOPtrendy festiwal (Jubileusz 45-lecia pracy artystycznej Krzysztofa Krawczyka)
- 2008 – „Fabryka Gwiazd” – 12 gal transmitowanych na żywo w telewizji Polsat
- 2010 – „Siatkarskie Plusy” – gala transmitowana na żywo w telewizji Polsat i Polsat Sport (kierownictwo muzyczne orkiestry, aranżacje, dyrygowanie)
- 2010 – „Smooth Festival 2010” – projekt „MuZa Miast” (kierownictwo muzyczne, aranżacje, dyrygowanie)
- 2010 – Jubielusz 85-lecia Polskiego Radia (kierownictwo muzyczne, aranżacje, dyrygowanie)
- 2011 – „Kolęda-Nocka. 30 lat później” (kierownictwo muzyczne, aranżacje, dyrygowanie)

## Dyskografia
Albumy
| 2006                           | Taniec z gwiazdami - Data: 4 września 2006 - Wydawca: Impresariat ITI/ITI Film Studio | 1 | - złota płyta |
| 2009                           | The Best of Fabryka Gwiazd - Data: 20 lutego 2009 - Wydawca: MyPlace                  | — |               |
| „—” pozycja nie była notowana. |                                                                                       |   |               |

Kompilacje różnych wykonawców
| Rok  | Tytuł                                                                                            | Uwagi               |
| ---- | ------------------------------------------------------------------------------------------------ | ------------------- |
| 2007 | The Best of Taniec z gwiazdami (CD+DVD) - Data: 26 lutego 2007 - Wydawca: Universal Music Polska | - ZPAV: złota płyta |